# Las chicas malas del padre Méndez
Las chicas malas del padre Méndez es una película mexicana dirigida por José María Fernández Unsaín. Fue estrenada en 1970 y protagonizada por David Reynoso y Jacqueline Andere. 

## Argumento
En un pueblo del estado de Michoacán, en México, el padre Armando Méndez (David Reynoso), un sacerdote católico, le cuenta a su amigo, el médico del pueblo (Pancho Córdova), que la iglesia ha decidido removerlo de la parroquia donde oficia, a a pesar de su buen desempeño. El padre Méndez vive con Lola, su madre (Fanny Schiller) y cae en una profunda depresión que lo lleva a pensar en dejar los hábitos. De forma paralela, María (Norma Lazareno), una joven que trabaja como secretaria en la sacristía de la iglesia donde oficia el padre Méndez, se ve envuelta en problemas personales derivados de su relación con un hombre llamado Felipe (Carlos Cámara). María resulta embarazada; su familia la corre de la casa y termina cayendo en la prostitución en el cabaret de Doña Elvira (Beatriz Baz). El padre Méndez se entera de lo sucedido con María y retoma su fe religiosa, decidido ahora a ayudar a jóvenes mujeres como María que caen en el mundo de la perdición. 
El padre Méndez acude a un convento local, en donde cuatro monjas se ofrecen a ayudarle en su nueva misión, entre ellas la Madre Rosa (Jacqueline Andere). Con ayuda de la Madre Rosa, el padre Méndez consigue una pequeña casa en donde crea una suerte de albergue para muchachas que han caído en la perdición. Poco a poco, la casa del padre Méndez comienza a recibir a un montón de jóvenes, la mayoría trabajadoras sexuales del cabaret local. La situación desata varios contratiempos. En primer lugar, la necesidad de conseguir dinero para mantener el albergue, el cual proviene principalmente de la limosna y la caridad; en segundo lugar, la presión de Doña Elvira y su amante y proxeneta "El Grillo" (Claudio Obregón), quiénes resienten que el padre Méndez les está quitando "a sus muchachas", y en tercer lugar, de la doble moral de un pueblo que ve con malos ojos la labor del padre Méndez y sus "chicas malas".

## Reparto
- David Reynoso ... Padre Armando Méndez
- Jacqueline Andere... Madre Rosa
- Norma Lazareno... María
- Carlos Cámara ... Felipe
- Pancho Córdova ... Médico
- Fanny Schiller ... Doña Lola
- Claudio Obregón ... El Grillo
- Beatriz Baz ... Doña Elvira
- Félix González ... Taxista
- Alma Muriel ... Novicia
- Cuco Sánchez ... Cantante
- María Rubio ... Madre de una joven

### Las chicas malas
- Lupita Ferrer
- Helena Rojo
- July Furlong
- Margie Bermejo